# Yoon Young-geul
Yoon Young-geul (koreanisch 윤영글; * 28. Oktober 1987 in Pyeongtaek) ist eine südkoreanische Fußballtorhüterin. Seit 2015 spielte sie die A-Nationalspielerin ihres Landes.

## Karriere

### Verein
Von 2008 bis 2011 spielte Yoon für den Verein Seoul WFC. Danach wechselte sie 2012 zum Suwon FC Women. 2017 war sie im Verein Gyeongju Korea Hydro & Nuclear Power WFC aktiv. 
März 2022 wechselte sie zu Aarhus GF. Seit 2023 spielt Yoon für den Verein BK Häcken.

### Nationalmannschaft
Zwischen 2004 und 2006 war Yoon bei der Südkoreanischen Fußballnationalmannschaft U-20 tätig. Seit 2015 spielt sie für die Südkoreanische Fußballnationalmannschaft der Frauen als Torhüterin. Bisher absolvierte sie 28 Länderspiele.